# Halocypridoidea
Halocypridoidea is een superfamilie van kreeftachtigen uit de klasse van de Ostracoda (mosselkreeftjes).

## Families
- Deeveyidae Kornicker & Iliffe, 1985
- Halocyprididae Dana, 1853